# Samed Yeşil
Samed Yeşil (Düsseldorf, 25 maggio 1994) è un calciatore tedesco di origini turche, attaccante dell'ATS Krefeld II.

## Caratteristiche tecniche
Centravanti dotato di un buon controllo di palla e con un ottimo senso del gol, è abile nel dribbling e nel fornire assist ai compagni. Per le sue caratteristiche è stato paragonato a Didier Drogba. Nel 2012 è stato inserito nella lista dei migliori calciatori nati dopo il 1991 stilata da Don Balón.

## Carriera
Cresciuto nel settore giovanile del Bayer Leverkusen, con cui ha esordito in prima squadra il 14 aprile 2012, nella partita pareggiata per 3-3 contro l'Hertha Berlino, il 30 agosto è stato acquistato dal Liverpool per 1.3 milioni di euro. Nelle stagioni successive, a causa di gravi infortuni alle ginocchia, colleziona soltanto due presenze ufficiali con i Reds. Il 31 agosto 2015 viene ceduto in prestito stagionale al Lucerna; il 27 settembre ha segnato la prima rete tra i professionisti, decidendo il match vinto contro lo Zurigo. Rimasto svincolato, il 15 gennaio 2017 viene tesserato dal Paniōnios.
Il 3 settembre 2018, dopo aver lasciato la squadra greca, firma un annuale con l'Uerdingen 05, facendo così ritorno in Germania dopo sei anni.

## Statistiche

### Presenze e reti nei club
Statistiche aggiornate al 2 ottobre 2018.
| Stagione         | Squadra          | Campionato       | Campionato | Campionato | Coppe nazionali | Coppe nazionali | Coppe nazionali | Coppe continentali | Coppe continentali | Coppe continentali | Altre coppe | Altre coppe | Altre coppe | Totale | Totale |
| Stagione         | Squadra          | Comp             | Pres       | Reti       | Comp            | Pres            | Reti            | Comp               | Pres               | Reti               | Comp        | Pres        | Reti        | Pres   | Reti   |
| ---------------- | ---------------- | ---------------- | ---------- | ---------- | --------------- | --------------- | --------------- | ------------------ | ------------------ | ------------------ | ----------- | ----------- | ----------- | ------ | ------ |
| 2011-2012        | Bayer Leverkusen | BL               | 1          | 0          | CG              | -               | -               | UCL                | -                  | -                  | -           | -           | -           | 1      | 0      |
| 2012-2013        | Liverpool        | PL               | -          | -          | FACup+CdL       | 0+2             | 0               | UEL                | 0                  | 0                  | -           | -           | -           | 2      | 0      |
| 2015-2016        | Lucerna          | SL               | 14         | 1          | CS              | 2               | 0               | -                  | -                  | -                  | -           | -           | -           | 16     | 1      |
| gen.-giu. 2017   | Paniōnios        | SL               | 9+4        | 0+1        | CG              | -               | -               | -                  | -                  | -                  | -           | -           | -           | 13     | 1      |
| 2017-2018        | Paniōnios        | SL               | 20         | 3          | CG              | 7               | 2               | UEL                | 4                  | 3                  | -           | -           | -           | 31     | 8      |
| Totale Paniōnios | Totale Paniōnios | Totale Paniōnios | 33         | 4          |                 | 7               | 2               |                    | 4                  | 3                  |             | -           | -           | 44     | 9      |
| sett. 2018-2019  | Uerdingen 05     | 3.L              | 1          | 0          | -               | -               | -               | -                  | -                  | -                  | -           | -           | -           | 1      | 0      |
| Totale carriera  | Totale carriera  | Totale carriera  | 49         | 5          |                 | 11              | 2               |                    | 4                  | 3                  |             | -           | -           | 64     | 10     |